# 聖カピタニオ女子高等学校
聖カピタニオ女子高等学校（せいカピタニオじょしこうとうがっこう）は、愛知県瀬戸市にある私立のカトリック系高等学校（女子校）である。

## 概要
瀬戸市中央部の高根山の頂上部にある。
清い心・責任・奉仕を校訓に掲げており、スクールカラーはブルー。

## 学科
全日制課程
- 普通科
  - 英語コース
  - 普通コース

## 沿革
- 1963年（昭和38年） - 開校。
- 2007年（平成19年） - 開校以来変わらなかった制服をジャンパースカートからブレザーに一新。
- 2013年（平成25年） - 創設50周年を迎える。

## 部活動・同好会
2021年（令和3年）現在、16の部活動と3の同好会が存在している。

### 運動部
- 女子サッカー部
- バレーボール部
- 卓球部
- 剣道部
- バスケットボール部
- テニス部
- ダンス部

### 文化部
- 演劇部
- 軽音楽部
- 料理部
- ECC（英会話）
- WITH（ボランティア）
- コーロアンジェリコ（合唱）
- 放送部
- 美術部

### 同好会
- 茶道
- シンフォニア（弦楽器）
- AMICIZIA（聖書）

## 周辺
- 天晴寺
- 瀬戸市立長根小学校

## 交通アクセス
- 愛知環状鉄道・愛知環状鉄道線 瀬戸口駅から徒歩で約10分。
- 名鉄瀬戸線 水野駅から徒歩で約20分。
- 名鉄バス（基幹バス）「長根」バス停から徒歩で約7分。

## 出身者
- 八木麻衣子（タレント）